# Sułkowo, Stargardzki
Sułkowo [suu̯ˈkɔvɔ] (tiếng Đức: Karolinenthal)  là một khu định cư ở khu hành chính của Gmina Stargard, thuộc huyện Stargardzki, Zachodniopomorskie, ở phía tây bắc Ba Lan. Nó nằm khoảng 8 kilômét (5 mi) về phía đông của Stargard và 39 km (24 mi) về phía đông của thủ đô khu vực Szczecin.
Trước năm 1945, khu vực này là một phần của Đức. Đối với lịch sử của khu vực, xem Lịch sử của Pomerania.